# Гарри Поттер: предыстория
Предыстория к «Гарри Поттеру» (англ. Harry Potter prequel) — произведение Джоан Роулинг длиной в 800 слов, написанное в 2008 году на открытке специально для продажи на благотворительном аукционе при поддержке сети книжных магазинов Waterstone’s. Открытка с текстом была продана 11 июня 2008 года за £25.000. В тот же день текст истории был опубликован в Интернете.

## Сюжет
Сириус Блэк и Джеймс Поттер, удирая на мотоцикле от преследующего их полицейского автомобиля, сворачивают в узкий переулок между домами, в конце которого оказывается тупик. Автомобиль также заезжает в этот переулок, и, таким образом, подростки оказываются зажатыми между стеной и полицейской машиной.
Сержант Фишер и полицейский Андерсон вылезают из машины и предъявляют «мародёрам» обвинение в превышении скорости, езде на мотоцикле без шлема и сопротивлении аресту. Неожиданно в переулке появляются три фигуры на мётлах, Сириус и Джеймс произносят какое-то заклинание, которое поднимает машину на дыбы, а троицу оставляет без сознания.
В следующий миг Сириус и Джеймс улетают на мотоцикле.